# Besøget (film fra 1984)
 For alternative betydninger, se Besøget. (Se også artikler, som begynder med Besøget)
Besøget er en dansk kortfilm fra 1984 instrueret af Jacob Buur og efter manuskript af Gunnar Vosgerau, Jacob Buur og Lars Quist.

## Handling
Fra menneske til ingeniør. Store forelæsninger, matematiske beregninger, isoleret kollegieliv, hvor blev studenterlivet af med sjov og ballade? En novellefilm om studiemiljø og omgangsformer blandt ingeniørstuderende på Danmarks Tekniske Højskole. Filmens hovedperson Jørgen er en af dem. Han oplever ikke det kammeratlige og inspirerende studenterliv.